# Chhapre
Chhapre (nep. छाप्रे) – gaun wikas samiti w zachodniej części Nepalu w strefie Karnali w dystrykcie Kalikot. Według nepalskiego spisu powszechnego z 2011 roku liczył on 601 gospodarstw domowych i 3661 mieszkańców (1805 kobiet i 1856 mężczyzn).